# Der Schlangenring
Der Schlangenring ist der dritte Teil einer 14-teiligen Serie mit Sherlock Holmes als Hauptfigur. 

## Hintergrund
Entweder Hugo Flink oder Ferdinand Bonn spielten Sherlock Holmes, Regie führte Carl Heinz Wolff. Produziert wurde der Film von Wolffs eigener Gesellschaft Kowo. Die Länge des Films beträgt vier Akte mit einer Gesamtlänge von 1135 Meter, das entspricht ca. 62 Minuten Laufzeit. Der Film wurde von der Berliner Polizei mit einem Jugendverbot belegt (Nr. 41489), die Münchner Polizei erlaubte keine Ankündigung als Detektivfilm (Nr. 26695, 26696, 26697, 26698).